# Neanthes abyssorum
Neanthes abyssorum är en ringmaskart som beskrevs av Hartman 1967. Neanthes abyssorum ingår i släktet Neanthes och familjen Nereididae. Inga underarter finns listade i Catalogue of Life.